# Archiearis brunnea
Archiearis brunnea là một loài bướm đêm trong họ Geometridae.